# Habitatge al carrer Sant Francesc, 63
L'Habitatge al carrer Sant Francesc, 63 és una obra de Vic (Osona) inclosa a l'Inventari del Patrimoni Arquitectònic de Catalunya.

## Descripció
Edifici civil.
Casa d'habitatges que consta de planta baixa i dos pisos. A la planta hi ha dos portals d'alçada diversa, un d'ells amb llinda de pedra datada. Al primer hi ha dues finestres rectangulars, apaïsades, amb els ampits motllurats de pedra i al segon petits balconets amb baranes però sense llosana sobresortint.
Cal remarcar la llinda datada de la planta baixa i el ràfec, decorat amb ceràmica blanca i roja, marcant un escacat que també es troba en altres cases del carrer. El ràfec està molt deteriorat.
Aquest edifici ha estat enderrocat, actualment hi ha edificacions noves que no sembla que conservin restes de la llinda, a la façana.

## Història
Sembla que es tracta d'un edifici com indica la llinda i sense massa reformes posteriors encara que hi hagi pocs elements de pedra.
Està situada a l'antic carrer de Sant Francesc, que comunicava la ciutat amb el camí de Barcelona. Al segle xiii, a instàncies de Jaume I, es traslladà aquesta via al c/Sant Pere. Al segle xvi, l'extrem del carrer fou clausura del morbo i al segle xvii baluard defensiu. Al segle xix es construí l'església del Roser i l'any 1863, hi hagué un important aiguat que motivà grans destrosses al carrer. A mitjans de segle XX es va construir un nou pont sobre el Meder i la ciutat va començar a expandir-se per aquest sector.